# 1541 w polityce
Wydarzenia polityczne w 1541 roku.

## Zmarli
- 19 września Diogo da Silva, portugalski inkwizytor[1].